# Галатея (нереида)

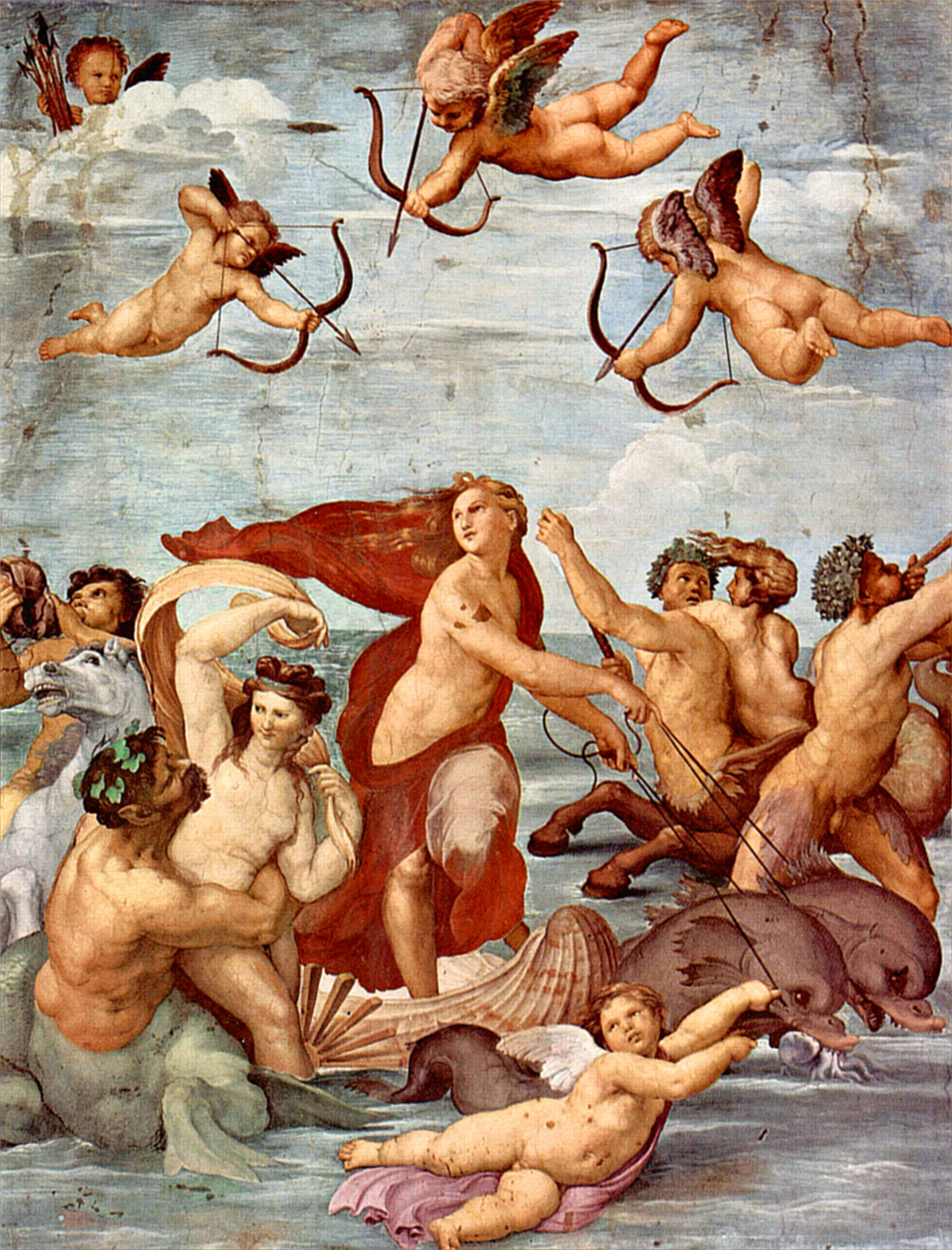
Рафаэль Санти и ученики. Триумф Галатеи. 1511. Фреска Виллы Фарнезина в Риме

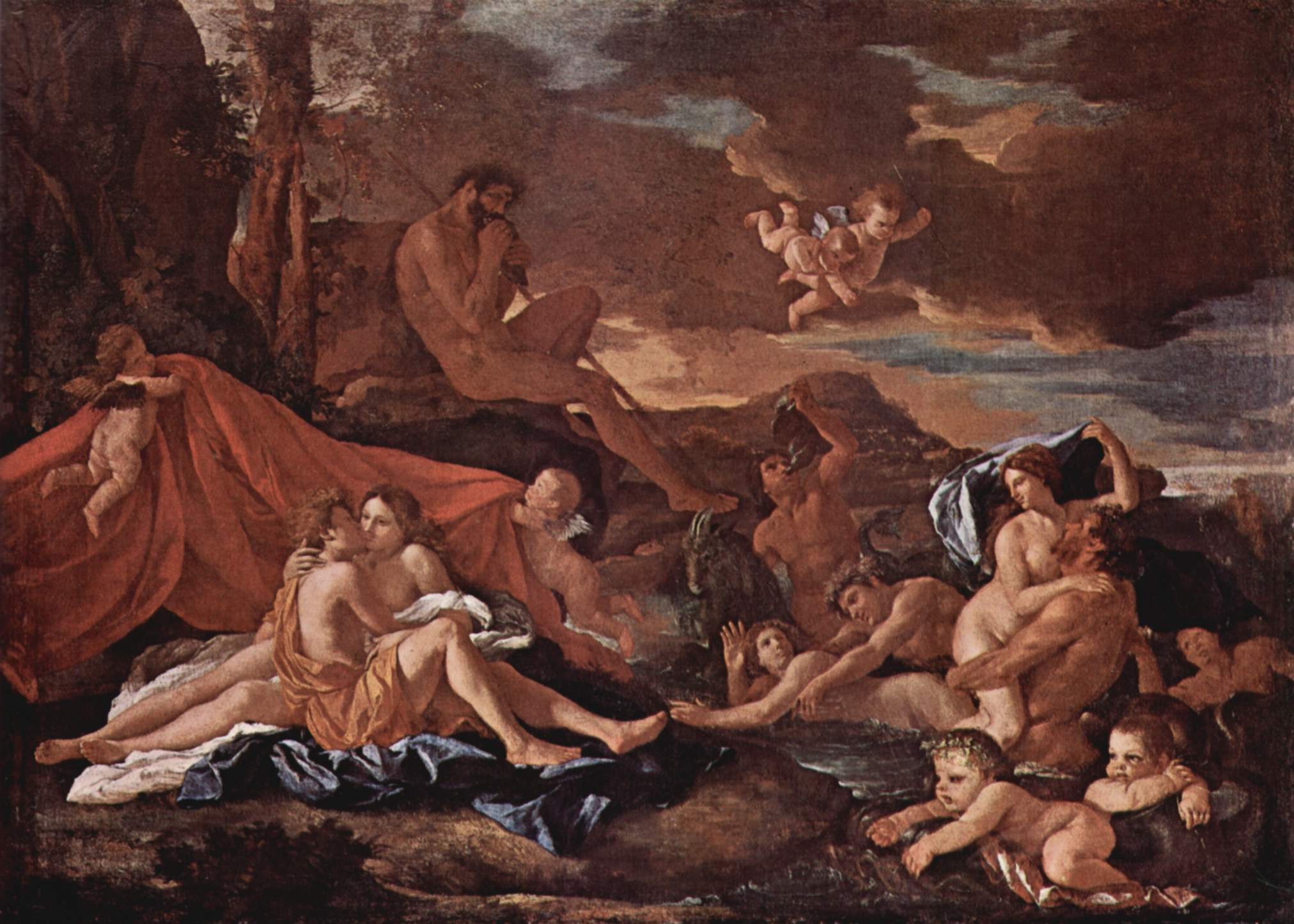
Н. Пуссен. Акид и Галатея. 1628. Холст, масло. Национальная галерея Ирландии, Дублин

Галате́я (др.-греч. Γαλάτεια) — в греческой мифологии нереида (дочь Нерея и Дориды).

## История
В неё был влюблён страшный сицилийский циклоп Полифем, а она отвергла (по Феокриту) его и влюбилась в юношу Акида. Полифем подстерёг Акида и раздавил его огромным камнем. Галатея превратила своего несчастного возлюбленного в прекрасную прозрачную речку. По Аппиану, у него от жены Галатеи были сыновья Кельт, Иллирий и Гал, которые ушли из Сицилии и властвовали над народами, историю изложил поэт Филоксен в дифирамбе «Циклоп», сочинённом в каменоломнях близ Сиракуз.
Фрески на тему мифа о Галатее в 1595—1603 годах создал болонский живописец Аннибале Карраччи в сотрудничестве с братом Агостино и учениками Джованни Ланфранко и Доменикино в Палаццо Фарнезе в Риме. Фреску «Триумф Галатеи» в 1511 году написал Рафаэль Санти с учениками на Вилле Фарнезина в Риме.
В честь Галатеи назван астероид (74) Галатея, открытый в 1862 году, а также спутник Нептуна Галатея, открытый в 1989 году.
О трон Галатеи разбивает свою стеклянную колбу гомункул из произведения Гёте «Фауст».